# Samuel Lerer
Samuel Lerer (* 1. Oktober 1922 in Żółkiewka in Polen; † 3. März 2016 in Marlboro, New Jersey) war ein Überlebender des Holocaust. Er war einer von 47 Insassen des Vernichtungslagers Sobibór in Polen, denen es gelang, nach dem Aufstand von Sobibór im Oktober 1943 zu flüchten.
Lerer kam im Mai 1942 mit einem Transport von Juden ins Vernichtungslager Sobibór. Nachdem er an der Rampe des Bahnhofs in Sobibór als Arbeitshäftling selektiert worden war, musste er lange Zeit die Pferde der SS-Männer und später Hühner und Gänse versorgen. Die Versorgung der Pferde wurde von Dabizja überwacht, einem der Trawniki-Männer des Lagers. Karl Frenzel beauftragte ihn die Gänse zu mästen und soll aus diesem Grund ein relativ gutes Verhältnis zu ihm gepflegt haben.
Nach gelungener Flucht lebte er einige Jahre in Berlin. Dort erkannte er im Jahre 1949 gemeinsam mit Estera Raab den SS-Mann Erich Bauer, der daraufhin verhaftet und verurteilt wurde. Lerer emigrierte später in die USA.